# Добротворский, Пётр Иванович
Пётр Иванович Добротворский (3 [15] октября 1839, Симбирск — 17 [30] января 1908, Уфа) — публицист, прозаик, первый русский писатель Башкирии.

## Биография
Его отец, Иван Никифорович, был сыном сельского священника во Владимирской губернии; мать, Анна Петровна, происходила из старинного дворянского рода Бабкиных. Оба родителя были больны и, как вспоминал сам Пётр Иванович, «рос я на свободе, без всякого надзора: лазил по чужим садам обивать яблоки, играл с уличными мальчишками в бабки и вообще творил немало таких штук с моими сверстниками, что, живи мы в настоящее время, наверное некоторые из нас попали бы в одну из исправительных колоний для малолетних преступников, где детей не столько исправляют, сколько навек губят».
Учился сначала три года в Симбирской гимназии, а затем благодаря содействию Н. И. Философова был отправлен в Санкт-Петербургский приготовительный пансион барона К. К. Клодта, откуда перешёл в Михайловское артиллерийское училище.
В 1860 году, окончив курс училища, получил право остаться в Михайловской артиллерийской академии, но год спустя уехал к матери, в Симбирск — в «отпуск по болезни». Но женившись, навсегда остался в Уфимской губернии, где находилось их имение Богородское. В 1863 году Г. С. Аксаков назначил его мировым посредником в Бирский уезд; в 1865 году переведён в Белебеевский уезд. На этой должности он хорошо изучил жизнь рабочих заводов и фабрик, крестьян, особенно башкирских селений. В 1878—1883 годах он был мировым судьёй в Уфимском уезде и хотя был избран и на третье трёхлетие отказался от должности. К этому времени, по словам Добротворского «живое дело уплывало всё дальше назад, а вместо него требовалась одна лишь сухая канцелярская формалистика».
Выступал в печати против незаконного расхищения башкирских земель. Его обличительные корреспонденции, печатавшиеся в «Санкт-Петербургских Ведомостях» Корша, вызвали ревизию в Уфимской губернии сенатора князя Шаховского, которая была парализована вмешательством оренбургского генерал-губернатора Крыжановского, приехавшим на выручку С. П. Ушакова. Однако статьи в «Русской Правде», «Молве», «Порядке», «Голосе» и «Неделе», имели своим результатом новую ревизию сенатором Ковалевским — в результате уфимский губернатор Шрамченко был смещён с должности и вместо него временно был поставлен старший чиновник, состоявший при Ковалевском — Н. П. Щепкин. «Это был редкий и колоссальный успех, выпавший когда-либо на долю публициста».
Его произведения печатались в «Наблюдателе», «Северном Вестнике», «Книжках Недели», «Русских Ведомостях», «Вестнике Европы». Ряд его очерков и рассказов («Бабай», «Своя людя», «Иняй» и др.), вошли в сборник «Рассказы, очерки и наброски. Мысли в картинах и образах» (1892). В книге «В глуши Башкирии» (Екатеринбург, 1901) им был отражён тяжёлый быт башкир. 

Я всегда писал, если можно выразиться так, моим сердцем, а не умом; над мыслями я никогда не задумывался, — оне вытекали сами собой и просто лились из-под пера моего. Начиная какой-нибудь рассказ, я очень редко (почти никогда) не знал, как придётся мне его окончить…
Сорок лет я работал на литературной ниве, работал искренно, честно, служа неизменно правде и ситине, как я их понимал, но места в литературном мире я себе не нашёл… Ни один из наших критиков не взял на себя труда подвести итог моим работам— В глуши Башкирии. Рассказы. Воспоминания. — Уфа: Башкирское книжное издательство, 1989. — С. 199, 203.